# Ilex salicina
Ilex salicina är en järneksväxtart som beskrevs av Hand.-mazz. Ilex salicina ingår i släktet järnekar, och familjen järneksväxter. Inga underarter finns listade i Catalogue of Life.